# Leptotyphlops merkeri
Leptotyphlops merkeri — вид змій родини струнких сліпунів (Leptotyphlopidae). Мешкає в Кенії і Танзанії.

## Поширення і екологія
Leptotyphlops merkeri мешкають на гірських плато Східноафриканського плоскогір'я, на території Кенії і Танзанії. Вони живуть у вологих і сухих саванах, на луках і в чагарниках, на висоті до 1500 м над рівнем моря. Ведуть риючий спосіб життя. Живляться личинками і яйцями мурах. Відкладають яйця.